# Фраваши
Фрава́ши (авест. 𐬟𐬭𐬀𐬎𐬎𐬀𐬴𐬌 [frəˈvɑːʃi], перс. فروهر‎, пехл. fravahr — «предвыбор») — в зороастризме благой дух, включающий в себя всё, что было и что будет, и присущий каждой живой частице мироздания.
Фраваши людей были созданы Ахура-Маздой до воплощения творения в материальную форму, они продолжают существовать и после смерти человека. Фраваши — души праведных, множество светлых гениев, это воинство Ахура-Мазды. Почитание фраваши людей близко к культу предков.
Фраваши представляет собой самое тонкое из девяти упоминаемых в Авесте тел; является связующим информационным полем народа, государства, человечества и мироздания в целом.
В художественной традиции фраваши изображается в виде крылатого диска (фаравахар). Фраваши посвящён 1-й месяц зороастрийского календаря и 19-й день каждого месяца.

## В Авесте
Первая и важнейшая часть Авесты, «Ясна», повествует о фравашах людей, богов, а также «домов, селений, племён и стран» (Ясна, 67:1). Фраваша сохраняет предмет, защищает зародыш в утробе (Ясна, 67:1).
Ахура-Мазда сотворил фраваши людей и спросил об их выборе, на что фраваши ответили, что выбирают быть воплощёнными в телесном мире, утверждать в нём добро и бороться со злом.
Фраваши соединяет человека с благим духовным миром, и как духовное свойство есть во всём живом — и у человека, и у самого Ахура-Мазды, поскольку он сам есть начало жизни и сама жизнь. Фраваши выводит живые сущности на выбор добра, и воплощает в мире Ашу (Правду, истину). Фраваши Ахура-Мазды — высший образец такого выбора. Фраваши незримо присутствует в любом человеке, что и позволяет каждому выйти на путь Аши. Зороастрийцы полагают, что после смерти человека его фраваши примыкает к небесному воинству Ахура-Мазды.
В посвящённом фраваши авестийском гимне эти духи предстают воинственными наездницами, стерегущими поселения ариев от недругов. Символ Древа Фраваши (Гаокэрна) — один из ключевых в авестийской вере.

### Фраваши Заратуштры
В Авесте есть описание того, как после осквернения злом первозданного мира Ахура-Мазда являет первородному быку чистейшее фраваши, сообщая о том, что «Это фраваши Заратуштры Спитамы». После этого он повествует о том, что наступит день, когда «Я пошлю его в осквернённый телесный мир, чтобы избавить его от несчастий и проповедовать заботу о тебе», и обрадованная душа быка обещает взрастить все творения мира, которые с нетерпением будут ожидать его прихода.